# Volo Paninternational 112
Il volo Paninternational 112 era un volo charter della compagnia tedesca Paninternational decollato dall'Aeroporto di Amburgo-Fuhlsbüttel con destinazione l'Aeroporto di Malaga operato da un BAC One-Elven. Il 6 settembre 1971 subito dopo il decollo da Amburgo il BAC fu costretto ad un atterraggio di emergenza sull'autostrada A7 a causa della perdita di spinta da entrambi i motori.

## Il velivolo
Il velivolo coinvolto nell'incidente era un BAC One-Eleven 515FB motorizzato da due Rolls Royce RB.163 Mk.512 con S/N 207 e numero di registrazione D-ALAR costruito nel maggio del 1970.

## Il volo
Il BAC ricevette l'autorizzazione al decollo dalla pista 34 dall'aeroporto di Amburgo alle 18:18 del 6 settembre 1971. La corsa di decollo procedette senza particolari anomalie sino al raggiungimento della V1 quando l'equipaggio si accorse dell'alta temperatura dei motori. Subito dopo il decollo il motore di sinistra si spense, seguito dal motore di destra quando il velivolo era a circa 300 metri di altezza. Impossibilitati a tornare all'aeroporto di partenza l'equipaggio decise di tentare un atterraggio di emergenza sulla autostrada poco distante dall'aeroporto. Il velivolo impattò violentemente l'asfalto e colpì i piloni di un cavalcavia prima di fermarsi in fiamme.

## L'inchiesta
La commissione di inchiesta accertò che la perdita dei due motori era da attribuire ad un errore della manutenzione, avvenuta la notte precedente, che durante la procedura di riempimento del serbatoio dell'acqua demineralizzata per l'iniezione antidetonante inserì cherosene. Lo sbaglio portò ad un incontrollabile aumento della temperatura dei motori durante la fase di decollo con il conseguente spegnimento dei due motori.